# Holotrichia cheni
Holotrichia cheni är en skalbaggsart som beskrevs av Zhang 1964. Holotrichia cheni ingår i släktet Holotrichia och familjen Melolonthidae. Inga underarter finns listade i Catalogue of Life.